# Smicroplectrus borealis
Smicroplectrus borealis là một loài tò vò trong họ Ichneumonidae.